# Buckellacris chilcotinae
Buckellacris chilcotinae är en insektsart som först beskrevs av Morgan Hebard 1922.  Buckellacris chilcotinae ingår i släktet Buckellacris och familjen gräshoppor.

## Underarter
Arten delas in i följande underarter:
- B. c. chilcotinae
- B. c. tacoma